# André Greiner-Pol
André Greiner-Pol (* 12. Mai 1952 in Ost-Berlin; † 15. Dezember 2008 in Berlin; kurz AGP) war ein deutscher Rockmusiker.

## Biografie

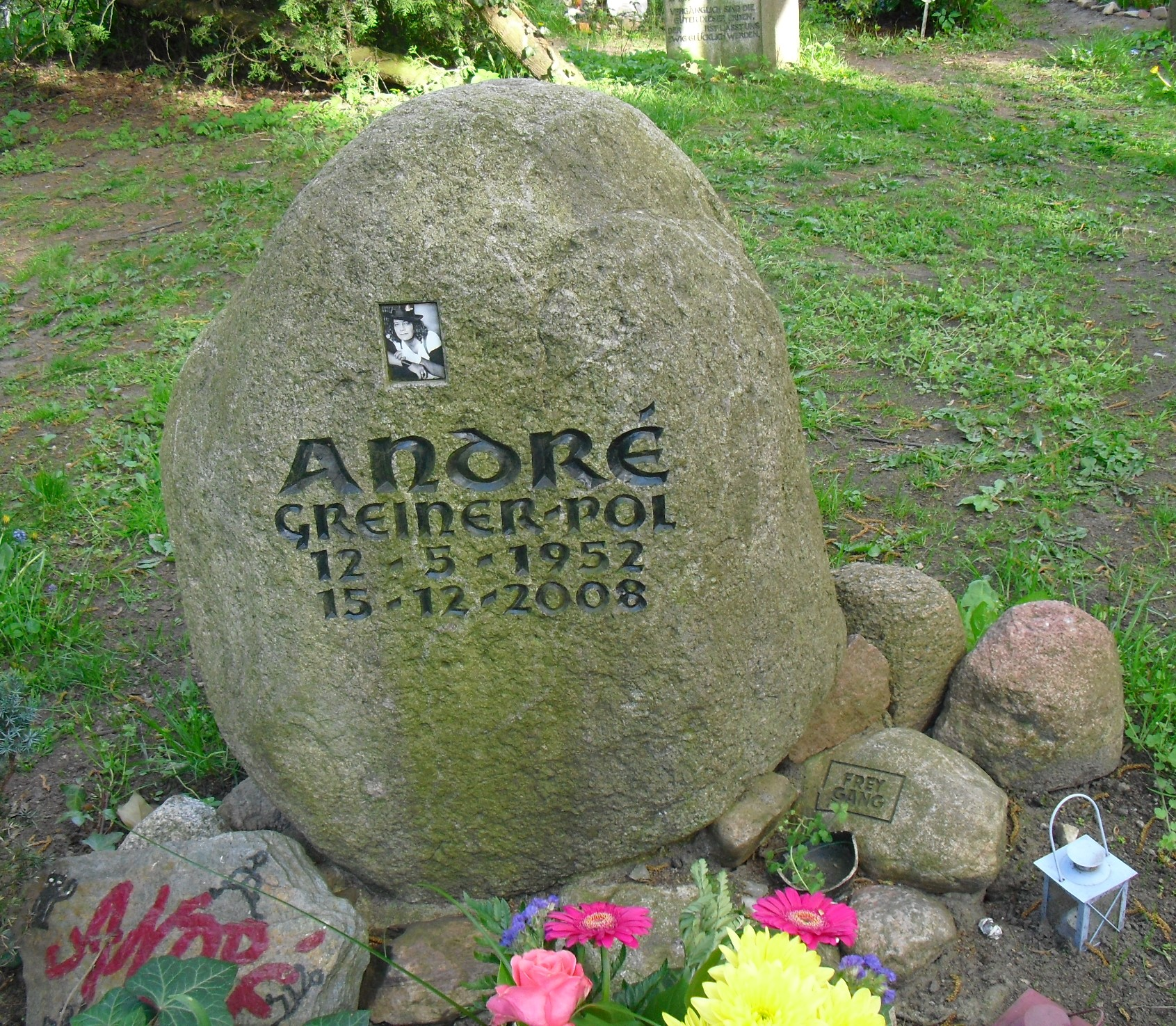
Grabstein auf dem Neuen Friedhof St. Marien-St. Nikolai in Berlin

André Greiner-Pols Vater war Kurt Greiner-Pol (1922–1978), Leiter des Erich-Weinert-Ensembles der Nationalen Volksarmee. André Greiner-Pol gründete die Bluesrock-Band Freygang, die sich in den 1980er Jahren zu einer der wichtigsten Bands der DDR-Untergrundbewegung entwickelte. Häufig wurde seine Musik verboten, bis zu einem „lebenslangen“ Berufsverbot. Ab 1989/90 gehörte er der Prenzlauer-Berg-Szene an, war Mitbegründer der Kulturstätte „Tacheles“ und gründete im April 1990 mit anderen Musikern die Partei „Autonome Aktion Wydoks“, die zur Kommunalwahl im Mai 1990 in Ost-Berlin antrat, jedoch erfolglos blieb. Er spielte mit Freygang nach 1990 neun Alben ein und veröffentlichte als Autor mehrere Bücher bei Buschfunk. Er starb am 15. Dezember 2008 an einem Herzinfarkt.

## Werke (Auswahl)
- Peitsche Osten Liebe. Schwarzkopf & Schwarzkopf, Berlin 2000, ISBN 978-3-89602-319-3.
- Freygang X-X-X Songs 1977–2007. Songbuch mit DVD. Buschfunk, Berlin 2007, ISBN 978-3-931925-72-7.